# Баян-Лепас
Баян-Лепас (малай. Bayan Lepas) — містечко у малайському штаті Пінанг.

## Географія
Баян-Лепас розташовується у Західній Малайзії поблизу західного берега Малайського півострова на півдні острова Пінанг.

### Клімат
Містечко лежить у зоні, котра характеризується вологим тропічним кліматом. Найтепліший місяць — січень із середньою температурою 26.7 °C (80 °F). Найхолодніший місяць — серпень, із середньою температурою 25.6 °С (78 °F).
| Клімат Баян-Лепаса      | Клімат Баян-Лепаса | Клімат Баян-Лепаса | Клімат Баян-Лепаса | Клімат Баян-Лепаса | Клімат Баян-Лепаса | Клімат Баян-Лепаса | Клімат Баян-Лепаса | Клімат Баян-Лепаса | Клімат Баян-Лепаса | Клімат Баян-Лепаса | Клімат Баян-Лепаса | Клімат Баян-Лепаса | Клімат Баян-Лепаса |
| Показник                | Січ.               | Лют.               | Бер.               | Квіт.              | Трав.              | Черв.              | Лип.               | Серп.              | Вер.               | Жовт.              | Лист.              | Груд.              | Рік                |
| Середній максимум, °C   | 31                 | 31                 | 31                 | 31                 | 31                 | 31                 | 30                 | 30                 | 30                 | 30                 | 30                 | 30                 | 30                 |
| Середня температура, °C | 27                 | 27                 | 27                 | 27                 | 27                 | 27                 | 27                 | 26                 | 26                 | 26                 | 26                 | 26                 | 26                 |
| Середній мінімум, °C    | 23                 | 23                 | 23                 | 24                 | 24                 | 23                 | 23                 | 23                 | 23                 | 23                 | 23                 | 23                 | 23                 |
| Норма опадів, мм        | 76                 | 94                 | 145                | 224                | 241                | 172                | 196                | 257                | 355                | 386                | 246                | 110                | 2500               |
| ----------------------- | ------------------ | ------------------ | ------------------ | ------------------ | ------------------ | ------------------ | ------------------ | ------------------ | ------------------ | ------------------ | ------------------ | ------------------ | ------------------ |
| Джерело: Weatherbase    |                    |                    |                    |                    |                    |                    |                    |                    |                    |                    |                    |                    |                    |